# 非线性特征值问题
非线性特征值问题是特征值, 非线性依赖于特征值的方程的特征值问题的推广. 具体来说, 非线性特征值问题指的是具以下形式的方程:
{\displaystyle A(\lambda )\mathbf {x} =0,\,}
其中 x 是向量(非线性"特征向量"),  A 是 {\displaystyle \lambda } (非线性"特征根")的函数矩阵.(更一般的, {\displaystyle A(\lambda )} 可以是一个线性映射, 但最常用的是有限维矩阵, 通常为方阵.)  通常要求 A 为 {\displaystyle \lambda } (在某个定义域内)的全纯函数.
例如, 特征值问题 {\displaystyle B\mathbf {v} =\lambda \mathbf {v} }, 其中 B 为方阵, 对应于 {\displaystyle A(\lambda )=B-\lambda I} 的特征值问题, 其中 I 是单位矩阵.
常见的情况是多项式特征值问题, 其中 A 为多项式矩阵. 特别的, 当多项式的次数为二时被称作二次特征值问题, 此时 A 具有以下形式:
{\displaystyle A(\lambda )\mathbf {x} =(A_{2}\lambda ^{2}+A_{1}\lambda +A_{0})\mathbf {x} =0,\,}
其中 A0,1,2 为常数矩阵.  该问题可通过定义新的向量 {\displaystyle \mathbf {y} =\lambda \mathbf {x} } 转化为正常的特征值问题, 即
{\displaystyle {\begin{pmatrix}-A_{0}&0\\0&I\end{pmatrix}}{\begin{pmatrix}\mathbf {x} \\\mathbf {y} \end{pmatrix}}=\lambda {\begin{pmatrix}A_{1}&A_{2}\\I&0\end{pmatrix}}{\begin{pmatrix}\mathbf {x} \\\mathbf {y} \end{pmatrix}},}
其中 I 为单位矩阵.  更一般的, 如果 A 是 d 次多项式矩阵，那么多项式特征值问题可以转化为 d倍大小的(广义)线性特征值问题. 
由于将非线性特征值问题只能在 A 为多项式的情况下转化为正常的特征值问题, 有许多其他的解决非线性特征问题的方法, 这些方法基于雅可比戴维森算法或牛顿法(反幂法).